# 1893 en Bretagne
 Chronologie de la Bretagne
- 1889
- 1890
- 1891
- 1892
- 1893
- 1894
- 1895
- 1896
- 1897

Cette page recense des événements qui se sont produits durant l'année 1893 en Bretagne.

## Société

### Naissance
- 9 novembre à Neulliac (Morbihan) : Jeanne Marie Le Calvé, dite La Mère Denis,  morte le 17 janvier 1989 à Pont-l'Évêque (Calvados), est une lavandière et figurante française célèbre pour avoir été la figure emblématique de publicités pour la marque de machines à laver Vedette durant les années 1970.